# Mary Engle Pennington
Mary Engle Pennington, född 8 oktober 1872 i Nashville, Tennessee, USA, död den 27 december 1952, i New York, var en amerikansk kemist och kylingenjör.

## Biografi
Pennington var dotter till Henry och Sarah Malony Pennington. Kort efter hennes födelse flyttade hennes föräldrar till Philadelphia, Pennsylvania, för att komma närmare hennes mors kväkarsläktingar. Hennes yngre syster Helen föddes 1878. Mary Pennington visade ett tidigt intresse för kemi. Hon började vid University of Pennsylvania 1890 och tog 1892 en kandidatexamen i kemi med tillägg i botanik och zoologi. Men eftersom University of Pennsylvania inte beviljade examina till kvinnor vid denna tid, fick hon ett certifikat om färdigheter istället för en examen.

## Vetenskapligt arbete
Pennington disputerade vid University of Pennsylvania 1895. Hennes avhandling hade titeln "Derivat av columbium och tantal". Åren 1895 och 1896 var hon stipendiat i botanik vid universitetet. Hon var sedan stipendiat i fysiologisk kemi vid Yale 1897-99, där hon forskade i fysiologisk kemi med Dr Lafayette Mendel och Dr Russell Chittenden. År 1898 grundade hon Philadelphia Clinical Laboratory. Samma år accepterade hon en plats vid Women's Medical College of Pennsylvania som chef för deras kliniska laboratorium. Hon tjänstgjorde också som forskare vid institutionen för hygien vid University of Pennsylvania från 1898 till 1901, och var bakteriolog vid Philadelphia Bureau of Health. I sin position vid Bureau of Health bidrog hon till att förbättra sanitetsstandarderna för hantering av mjölk och mjölkprodukter.

### Tjänst vid USA:s jordbruksdepartement
År 1905 började Pennington arbeta för USA:s jordbruksdepartement som bakteriologisk kemist. Hennes direktör vid Bureau of Chemistry, Harvey W. Wiley, uppmuntrade henne att ansöka om en tjänst som chef för det nyskapade Food Research Laboratory, som hade inrättats för att genomdriva Pure Food and Drug Act från 1906. Hon tackade ja till tjänsten 1907. En av hennes viktigaste insatser var utvecklingen av standarder för säker bearbetning av kycklingar som föds upp för mänsklig konsumtion. Hon tjänstgjorde också som chef för en utredning om konstruktion av kylbilar och tjänstgjorde på Herbert Hoovers War Food Administration under första världskriget.

### Kyltekniker och konsult
Penningtons engagemang i kylbilsdesign vid Food Research Laboratory ledde till ett intresse för hela transporten och lagringen av färskvaror, inklusive både kyltransport och hemkylning. Under sin tid på laboratoriet tilldelades Pennington och Howard Castner Pierce ett amerikanskt patent för ett helt metalliskt fjäderfäkylningsställ för kylning och gradering av fjäderfä, kaniner och vilt.
År 1919 flyttade Pennington till ett privat företag, Amerikan Balsa, som tillverkade isolering för kylenheter. Hon lämnade företaget 1922 för att starta en egen konsultverksamhet, som hon drev fram till sin pensionering 1952. Hon grundade Household Refrigeration Bureau 1923 för att utbilda konsumenter i säkra metoder inom hushållskyla. Mycket av hennes arbete på 1920-talet stöddes av National Association of Ice Industries (NAII), en sammanslutning av oberoende ismakare och distributörer som levererade is till hemmet för användning i islådor, före den utbredda tillgången på elektriska kylskåp. Med NAII-stöd publicerade hon broschyrer om matsäkerhet i hemmet, såsom The Care of the Child's Food in the Home (1925) och Cold is the Absence of Heat (1927).
Hon bidrog till många vetenskapliga och medicinska tidskrifter och var medlem i American Chemical Society och Society of Biological Chemists. Hon var medlem i American Association for the Advancement of Science, och medlem av Philadelphia Pathological Society, Sigma XI, och Kappa Kappa Gamma-föreningen.